# Mare Vaporum

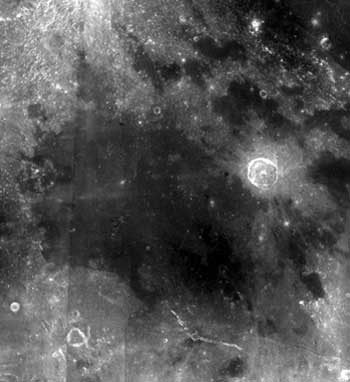
Mare Vaporum. Krater Manilius widoczny jest jako jasny, okrągły obiekt na prawo od morza. Na południu, jako cienki jasny okrąg, można dostrzec zarys krateru Hyginus, zaś w północno-zachodniej części zdjęcia znajduje się pasmo górskie Apeninów.

Mare Vaporum (łac. Morze Oparów) – morze księżycowe umiejscowione pomiędzy Mare Serenitatis a Mare Imbrium. Leży wewnątrz starego basenu (prawdopodobnie krateru) Procellarum; jego północno-zachodnią granicę wyznaczają góry Apeniny. Jego średnica równa jest 245 km.
Współrzędne selenograficzne: 13,3° N, 3,6° E.